# Sołonczaky
Sołonczaky (ukr. Солончаки) – wieś na Ukrainie, w obwodzie mikołajowskim, w rejonie mikołajowskim, w hromadzie Kucurub. W 2001 liczyła 615 mieszkańców, spośród których 551 wskazało jako ojczysty język ukraiński, 50 rosyjski, 5 mołdawski, 2 białoruski, 6 gagauski, a 1 inny.